# Pierella stollei
Pierella stollei är en fjärilsart som beskrevs av Ribeiro 1931. Pierella stollei ingår i släktet Pierella och familjen praktfjärilar. Inga underarter finns listade i Catalogue of Life.